# Бодри, Патрик
Патри́к Пьер Роже́ Бодри́ (фр. Patrick Pierre Roger Baudry; род. 6 марта 1946, Дуала, Французский Камерун) — 2-й французский астронавт. Совершил полёт на космическом корабле «Дискавери» в июне 1985 года.

## Образование
В 1965 году окончил Национальное военное училище, в 1967 году — Французскую военно-воздушную академию «École de l’Air». В 1970 году завершил свою лётную подготовку в Салон-де-Провансе и Туре.

## Служба в ВВС
Служил лётчиком-истребителем в эскадрилье 1/11 «Руссильон» на самолётах F-100 и Jaguar, выполнив большое количество полётов в различных странах Африки.
В 1978 году поступил в Имперскую школу лётчиков-испытателей в Боском-Даун (Англия), где выполнял полёты на самолётах Hunter, Harrier, Lightning. По окончании подготовки в 1979 году был назначен в лётно-испытательный центр Бретиньи-сюр-Орж во Франции, где испытывал истребители и другие боевые самолёты Mirage, Jaguar, Crusader. Общий налёт Бодри составляет более 4000 ч, из которых 3300 — на более чем 100 видах реактивных самолётов. Имеет лицензию пилота транспортной авиации.

## Космическая подготовка
В октябре 1979 года стал одним из пяти финалистов набора астронавтов CNES для выполнения первого советско-французского космического полёта, после чего продолжил подготовку в По, уделяя особое внимание парашютным тренировкам и изучению русского языка. 11 июня 1980 года был отобран вместе с Жаном-Лу Кретьеном советской стороной и получил назначение в дублирующий экипаж. Проходил подготовку в ЦПК им. Ю. А. Гагарина в течение двух лет по программе полёта, в рамках которой предстояли эксперименты в области физиологии, биологии, металлообработки в космосе и астрономии. Во время полёта Жана-Лу Кретьена на корабле «Союз Т-6» 24 июля — 2 августа 1982 года был его дублёром и находился на связи в Центре управления полётами.
В 1984 году вместе с Жаном-Лу Кретьеном был направлен в Хьюстон (США) для подготовки к первому франко-американскому полёту. 2 апреля 1984 года назначен специалистом по полезной нагрузке в экипаж космического корабля, но в марте 1985 года переведён в экипаж Дискавери STS-51G. Полёт проходил 17—24 июня 1985 года. Основной целью запуска был вывод на орбиту четырёх спутников: мексиканского Morelos-A, арабского Arabsat-1B и американских Telstar-303 (Telstar-3D) и Spartan-201-1. Совершив 112 витков вокруг Земли, Патрик Бодри провёл в своём космическом полёте 7 суток 1 час 38 минут 52 секунды.
Статистика
| # | Стартовый корабль | Старт, UTC        | Экспедиция | Корабль посадки   | Посадка, UTC      | Налёт                    | Выходы в открытый космос | Время в открытом космосе |
| - | ----------------- | ----------------- | ---------- | ----------------- | ----------------- | ------------------------ | ------------------------ | ------------------------ |
| 1 | Дискавери STS-51G | 17.06.1985, 11:33 | STS-51G    | Дискавери STS-51G | 24.06.1985, 13:11 | 07 суток 01 час 38 минут | 0                        | 0                        |
|   |                   |                   |            |                   |                   | 07 суток 01 час 38 минут | 0                        | 0                        |

## После полёта
После полёта уволился в запас и работал лётчиком-испытателем в компании Airbus.
В 1989 году создал центр Space Camp в Канн-ла-Бокка для ознакомления и обучения детей основам космической деятельности (был закрыт в 1993 году). П. Бодри являлся экспертом CNES по пилотируемой программе «Гермес» (проект закрыт в 1993 году).
В настоящее время на пенсии, проживает в Аквитании. Женат, имеет троих детей. Увлекается техническими видами спорта (мотоциклетные и автомобильные гонки), марафонским бегом, лыжами, виндсёрфингом, затяжными прыжками. Знаток вин.